# Bistrica (Gradiška)
Bistrica (en serbio: Бистрица) es una localidad de la municipalidad de Gradiška, Republika Srpska, Bosnia y Herzegovina.
En el lugar existe un monumento a unos tres mil combatientes y civiles muertos en el Segunda Guerra Mundial contra el fascismo en el área de Vrbaška, Trebovljani, Gašnica, Orahova y Bistrica.

## Población
| Composición de la Población - Localidad de Bistrica | Composición de la Población - Localidad de Bistrica | Composición de la Población - Localidad de Bistrica | Composición de la Población - Localidad de Bistrica | Composición de la Población - Localidad de Bistrica |
| --------------------------------------------------- | --------------------------------------------------- | --------------------------------------------------- | --------------------------------------------------- | --------------------------------------------------- |
|                                                     | 2013                                                | 1991                                                | 1981                                                | 1971                                                |
| Total                                               | 465 (100%)                                          | 795 (100%)                                          | 824 (100%)                                          | 908 (100%)                                          |
| Mujeres                                             | 245 (52,69%)                                        | -                                                   | -                                                   | -                                                   |
| Varones                                             | 220 (47,31%)                                        | -                                                   | -                                                   | -                                                   |
| Serbios                                             | 458 (98,49%)                                        | 764 (96,10%)                                        | 797 (96,72%)                                        | 899 (99,01%)                                        |
| Croatas                                             | 4 (0,86%)                                           | 8 (1,01%)                                           | 3 (0,36%)                                           | 6 (0,66%)                                           |
| Bosniacos                                           | 2 (0,43%)                                           | 2 (0,25%)                                           | 1 (0,12%)                                           | -                                                   |
| Eslovenos                                           | -                                                   | -                                                   | -                                                   | -                                                   |
| Musulmanes                                          | -                                                   | -                                                   | -                                                   | -                                                   |
| Montenegrinos                                       | 1 (0,22%)                                           | -                                                   | -                                                   | -                                                   |
| Macedonios                                          | -                                                   | -                                                   | -                                                   | -                                                   |
| Albaneses                                           | -                                                   | -                                                   | -                                                   | -                                                   |
| Ucranianos                                          | -                                                   | -                                                   | -                                                   | -                                                   |
| Yugoslavos                                          | -                                                   | 12 (1,51%)                                          | 16 (1,94%)                                          | -                                                   |
| Otros                                               | -                                                   | 9 (1,13%)                                           | 7 (0,85%)                                           | 3 (0,33%)                                           |
| Sin declarar                                        | -                                                   | -                                                   | -                                                   | -                                                   |
| Desconocidos                                        | -                                                   | -                                                   | -                                                   | -                                                   |